# Bourg-la-Reine
Bourg-la-Reine é uma comuna francesa do departamento de Altos do Sena da região da Ilha de França, ao sul de Paris. Seu nome significa Burgo da Rainha. De 1792 até 1812, chamou-se Bourg-l’Égalité (Burgo da Igualdade). 

## Geografia

### Localização
A comuna de Bourg-la-Reine faz limite ao sul com Antony, ao noroeste com Bagneux, com Cachan a nordeste, com L'Haÿ-les-Roses a leste e ao sul e oeste com Sceaux. Situa-se à margem esquerda do Rio Bièvre, no entroncamento da Rua La Fontaine du Moulin com a RD 920
(antigamente chamada Rota Nacional RN 20 que a atravessa em toda sua extensão.

## História

### Idade Média
O feudo pertencia no começo aos beneditinos de Yerres. Em 1134, ela passa a Luís VI o Gordo para a abadia de Montmartre que ele fundou com sua esposa, a rainha Adelaide de Savoia: ela a mantém até a Revolução Francesa, exceto de 1710 a 1736 onde as damas de Montmartre são obrigadas a alienar seu domínio por falta de dinheiro em favor do duque do Maine. Esta terra também levou o nome de "Pré Hilduin" na sequência de uma carta de 1160 de Luís VII.
O senhorio de Bourg-la-Reine pertencia em 1152 às damas de Montmartre.
Thomas Mauleon, abade de Sainte-Geneviève, tornou-se senhor de Bourg-la-Reine em 1247, emancipando os habitantes.
Em agosto de 1346, durante a cavalgada de Eduardo III, Bourg-la-Reine sofreu a pilhagem dos soudards ingleses.
Em 1360, Eduardo III da Inglaterra passou a noite lá, enquanto seu exércitosem sucesso sitiou Paris. Henrique II de Bourbon-Condé e Henrique IV aí acamparam.
No século XV, uma crônica cita a paróquia de Saint-Gilles de Bourg-la-Reine onde foram executados três assaltantes em 1445, a passagem de Luís XI em 1470, e um censo indicando uma centena de habitantes. Em Le Testament, François Villon doou a Perrot Girard Barbeiro jurado de Bourg-la-Reine de "Duas piscinas e um coquemard (chaleira)" para lhe agradecer por lhe oferecer hospitalidade por uma semana, quando ele foi expulso de Paris e se dirigiu para Orleans.

## Geminação
A cidade é geminada com:
- Kenilworth (Inglaterra) em 1982 ;
- Monheim am Rhein (Alemanha) em 2000 ;
- Sulejówek (Polônia), assinatura de uma carta de amizade em março de 2006.

Além disso, a cidade de Bourg-la-Reine, em 1995, assinou um protocolo de entendimento com a comuna de Yanqing na China, assim como uma carta de amizade com a cidade de Reghin da Romênia em 13 de abril de 1999.